# 楠木杏奈
楠木 杏奈（くすのき あんな、1996年3月11日 - ）は、日本のグラビアタレント。山口県出身。

## 人物・来歴
将来的には女優として活動中で、現在はグラビア活動を中心に活動中
通称『アンジー』と呼ばれている。
アンジーとは杏奈のGカップだからアンジーと呼ばれる。
東京MX・千葉テレビの深夜『真夜中のおバカ騒ぎ！』(司会・原口あきまさ・みひろ)で地上波デビュー。
2019年7月7日#327 真夜中のおバカ騒ぎ！初の地上波で実際にアンジーカップを披露して、原口あきまさに初の芸人いじりをされる。
自己紹介ソング『アンジーソング』とはドンキーホーテの曲を拝借して替え歌で、アンジーソングが完成(本人の解説)。
現在、フレッシュ撮影会では、始まりと最終ターンの自己紹介でアンジーソングを歌っている。

## 出演
- 2019年 7月7日深夜番組『真夜中のおバカ騒ぎ!』